# 黑蜘蛛备忘录
黑蜘蛛备忘录（英語：Black spider memos）是指英国國王查爾斯三世在担任威尔士亲王期间（2004年9月至2005年4月）写给7位英国托尼·布莱尔政府大臣和政治人物的27封书信和備忘錄。因其信件中字迹潦草，有点像黑蜘蛛，因而得名黑蜘蛛备忘录。由于英国君主按規定必須在政治上保持中立，这些信件引起了争议，因为查尔斯当时是英国君主伊丽莎白二世的长子和英国王位的法定繼承人。
这些信件是查尔斯以私人的名義发出，但有人担心這些信件可能會对英国政府產生不当影响。查尔斯在英國农业、基因改造、全球变暖、建筑等領域表達過自己的意見。英國女王伊丽莎白二世在位數十年来都不对政治议题发表自己的看法。但查尔斯认为自己在成为英国国王前，都有权利表达自己对时局的看法，这导致媒体将查尔斯称为“爱管闲事的王子”。  自2010年初以来他已与政府高层官员、反对党领袖等安排87次会面。2015年以来，他已与卡梅伦、苏格兰民族党党魁施特金等人举行会议。
英国《卫报》以查尔斯王储企图影响政府政策和进行游说为由，争取公布这些信函内容，但遭到英国政府阻止，《卫报》不服上诉，经过10年抗告，2015年3月26日，英国最高法院作出裁决，查尔斯王子写给政府官员的秘密信件将被公布。最終查尔斯的信件於2015年5月13日向世人公開。 